# Плис (ткань)
Плис (нидерл. pluis, нем. Plisch, фр. peluche от лат. pilus — «волос») — хлопчатобумажная или шерстяная ткань с длинным ворсом до 6 миллиметров, выполненная в бархатной технике и похожая на плюш.
В Толковом словаре живого великорусского языка Владимира Даля написано что Бумажный бархат, иногда бумажная ворса, зовут полубархатом или плисом Плис — как и манчестер, вельвентин и полубархат — принадлежит к типу хлопчатобумажных ворсовых тканей. Также назывался Хлопчатобумажный бархат. Плис, как один из главнейших видов хлопчатобумажного бархата имел пряжу грубее всего (основа № 20 — № 32, уток № 32 — № 40) чем полубархат и бархат.

## История
Плис появился в России в XVIII веке и пользовался большой популярностью, хотя и уступал бархату в престиже. Как правило, плис выпускали однотонным, но в самых различных оттенках: от глубокого чёрного до красно-коричневого, серовато-жёлтого и серебристо-синеватого. Наиболее известные сорта плиса — вельветин и бивер.
Дворяне и зажиточные люди носили из плиса домашнюю одежду и мягкую удобную обувь. Плисовая куртка обнаруживается в «Барышне-крестьянке» А. С. Пушкина, у И. А. Гончарова в «Обломове» в плисовых панталонах ходил из угла в угол отец Илюши. У купечества и состоятельного крестьянства плис пользовался особым успехом, они заказывали себе из плиса нарядную одежду: кафтаны, поддёвки, штаны, картузы. В «Коробейниках» Н. А. Некрасова мелкие торговцы разносят товары по деревням: «Ситцы есть у нас богатые, Есть миткаль, кумач и плис». Донские казачки в конце XIX — начале XX века носили зимой плиски — пальто прямого покроя из плиса на вате с подкладкой, украшенные круглым воротником, чёрными лентами и кружевом на груди. Обычно плис встречался в мужском гардеробе, тем не менее, пластические свойства ткани привлекли и дамских мастеров. В «Мёртвых душах» Н. В. Гоголя одна очень любезная дама из-за испытываемого неудобства в ноге нарушила стиль одежды и явилась на бал в домашних плисовых сапогах. В XIX веке появился мебельный плис с шерстяным ворсом для обивки мебели в бюджетном исполнении.

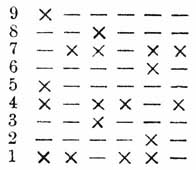
Способ переплетения нитей, где × означает основное перекрытие, У — уточное, иллюстрация из энциклопедического словаря Брокгауза и Ефрона, 1890 — 1907 годов.

## Изготовление
На начало XX столетия, хлопчатобумажный бархат изготавливался в отличие от настоящего, шёлкового бархата, с уточным, а не основным ворсом. Один из способов переплетения нитей изображен на прилагаемом рисунке, где × означает основное перекрытие, У — уточное.
Первая уточная нить тесно переплетается с основными, затем 2-я и 3-я лежат свободно, связанные с основой в одной точке через 5-ю, затем 4-я опять образует тесное переплетение, 5-я и 6-я лежат свободно, 7-я тесно, 8-я и 9-я свободно.
Свободно лежащие ворсовые нити (2-я, 3-я, 5-я, 6-я, 8-я и 9-я) затем разрезаются специальными рабочими — плисорезами — как раз посередине между точками своих переплетений с основой, а так как они зажаты туго соседними (1-й, 4-й и 7-й) уточными нитями, то, будучи разрезанными, они поднимаются и образуют ворс, который потом расчёсывается и стрижётся.